# Convenzione (diritto)
Una convenzione (nella pratica anche patto), in diritto, indica un accordo tra due o più parti tra due o più soggetti (ad esempio persone fisiche, enti, stati) con il quale gli stessi regolano questioni di comune interesse.

## Caratteristiche
Essa può non essere necessariamente stipulata per iscritto, anche se la scrittura è mezzo efficace per documentare i termini dell'accordo ed evitare future contestazioni. D'altra parte, una convenzione può essere conclusa anche in modo tacito, quando i soggetti adeguano spontaneamente il loro comportamento a certe regole, pur senza essersi formalmente impegnati a farlo. Allorché assuma rilevanza giuridica, può essere definita come un atto giuridico negoziale bilaterale o plurilaterale con il quale due o più soggetti costituiscono, modificano o estinguono tra loro un rapporto giuridico.
La convenzione, in quanto atto bilaterale o plurilaterale, richiede il consenso di tutte le parti ed è a ciascuna di esse imputata; in questo si distingue dalla deliberazione, che è imputata a un collegio, costituito da una pluralità di persone, ma non a queste singolarmente, e di solito necessita del consenso di una parte soltanto di esse (il cosiddetto quorum funzionale).
Come la consuetudine la convenzione si basa sul consenso del gruppo di cui regola i comportamenti, tuttavia, mentre la consuetudine richiede il consenso generalizzato di una collettività ma non necessariamente quello dei singoli individui che la compongono, la convenzione si forma con il consenso di ciascuno. Inoltre, a differenza della consuetudine, la convenzione non è fonte del diritto in quanto, di regola, produce effetti nei confronti delle sole persone che l'hanno conclusa (efficacia inter partes); tuttavia, se in virtù di una norma sulla produzione giuridica o per altre ragioni riesce a estendere la sua efficacia erga omnes, diviene una fonte del diritto.

## Le problematiche del rispetto e dell'attuazione
Concluso l'accordo, si apre la fase di esecuzione dello stesso, durante la quale le parti, ossia i soggetti che l'hanno concluso, devono mantenere comportamenti coerenti con gli impegni assunti. Il problema di assicurare tale coerenza (enforcement) è in parte risolto dal fatto che le parti, se hanno concluso l'accordo, hanno interesse a che la regolamentazione in esso contenuta venga attuata, almeno finché non sopravvengano mutamenti delle circostanze di fatto tali da far venire meno questo interesse. Inoltre chi conclude un accordo mette in gioco il "capitale" di fiducia di cui dispone sicché, ove in seguito non rispettasse gli impegni assunti, verrebbe probabilmente giudicato inaffidabile e avrebbe difficoltà a concludere ulteriori accordi; d'altra parte un comportamento del genere potrebbe essere in contrasto con i valori di correttezza e onestà nei quali si riconosce. Infine, in certi casi, la parte inadempiente potrebbe soggiacere a ritorsioni di vario tipo a opera delle altre.
Da quanto detto emerge che la convenzione ha in sé una certa attitudine ad assicurare il proprio rispetto (è self-enforcing) che, tuttavia, è fortemente influenzata dalle valutazioni d'interesse delle parti: è possibile, infatti, che una di esse, in certe circostanze, possa ritenere più conveniente sacrificare il proprio "capitale" di fiducia o esporsi alle ritorsioni piuttosto che rispettare gli impegni assunti. Per questo motivo l'ordinamento giuridico interviene per assicurare in modo più efficace il rispetto delle convenzioni o, per lo meno, di quelle che ritiene meritevoli della sua tutela, rendendole giuridicamente vincolanti, ossia sancendo l'obbligo per le parti di comportarsi secondo gli impegni assunti (in ossequio al principio espresso nel brocardo "pacta sunt servanda") e prevedendo una sanzione in caso di violazione di tale obbligo. Ciò non toglie che, anche in presenza di siffatta tutela giuridica, le parti, per vari motivi, possano scegliere di rinunciarvi, escludendo la vincolatività giuridica dell'accordo e riponendo la garanzia della sua osservanza nella loro onestà e correttezza (è il cosiddetto gentlemen's agreement, letteralmente: "accordo tra gentiluomini").

## Nelle branche del diritto

### Diritto privato
Negli ordinamenti statali il concetto di convenzione tende a sovrapporsi a quello di contratto, istituto fondamentale del diritto privato. In effetti, in certi ordinamenti di civil law, per esempio in quello tedesco, i due concetti sono esattamente equivalenti. In altri ordinamenti, invece, il contratto è concetto più ristretto di convenzione. Così in taluni ordinamenti di civil law, tra i quali quello francese e quello italiano, sono contratti solo quelle convenzioni con le quali si creano, modificano o estinguono rapporti giuridici patrimoniali, vale a dire corrispondenti a interessi di natura economica (ossia suscettibili di essere valutati in denaro). Ancor più ristretto è il concetto di contract nei sistemi di common law: sono tali, infatti, solo quelle convenzioni che si sostanziano in uno scambio di promesse (cd. consideration), sicché, a differenza di quanto avviene nei sistemi di civil law, non sono tali i cosiddetti contratti unilaterali, che impongono obblighi a una sola delle parti.
Particolari convenzioni, di notevole rilievo sul piano socioeconomico, sono gli accordi e contratti collettivi di lavoro con i quali i sindacati dei lavoratori e le associazioni dei datori di lavoro (o singoli datori di lavoro) stabiliscono i contenuti dei contratti individuali che saranno stipulati tra lavoratori e datori di lavoro, relativamente al trattamento economico (la cosiddetta parte economica) e alle condizioni di lavoro (la cosiddetta parte normativa). Tali accordi vincolano i datori di lavoro e i lavoratori aderenti alle associazioni che li hanno sottoscritti, ma possono avere efficacia erga omnes, ossia su tutti i contratti individuali, quali vere e proprie fonti del diritto, qualora l'ordinamento gliela conferisca con una norma sulla produzione giuridica o quando siano recepiti in un atto normativo. In certi ordinamenti tale efficacia non è sancita da norme formali ma deriva, in via di fatto, dal generalizzato allineamento al trattamento economico e alle condizioni stabilite nel contratto collettivo da parte dei contratti individuali.

### Diritto pubblico
Nel diritto pubblico la convenzione ha un ruolo più marginale rispetto al diritto privato, cedendo il posto al provvedimento unilaterale e autoritativo. Peraltro anche in ambito pubblicistico lo strumento convenzionale ha una sua utilità, sia per assicurare il coordinamento di più soggetti pubblici, sia per sostituire il provvedimento autoritativo laddove vi siano ragioni per ritenere che con il consenso del destinatario si possa raggiungere un risultato in modo più efficiente ed efficace dell'imposizione unilaterale. Il ricorso allo strumento convenzionale in ambito pubblicistico può avvenire in modo informale, nel qual caso la convenzione non produce di per sé effetti giuridici e deve essere recepita da provvedimenti emanati dai soggetti pubblici partecipanti, oppure in modo formale, nel caso in cui l'ordinamento attribuisca rilevanza giuridica alla convenzione stessa (come fanno, in Italia, gli art. 11 e 15 della legge 241/1990, rispettivamente per gli accordi tra amministrazioni e privati e per quelli tra amministrazioni, e gli art. 30 e 34 del D.lgs. 267/2000, rispettivamente per le convenzioni tra enti locali e gli accordi di programma).
Un discorso a parte va fatto per le convenzioni costituzionali: si tratta di accordi, talvolta espressi ma più di frequente taciti, con i quali i titolari degli organi costituzionali stabiliscono regole di condotta per l'esercizio delle rispettive competenze, intervenendo negli spazi lasciati liberi dalla costituzione e dalle altre fonti scritte. In mancanza di norme che ne rendono obbligatoria l'osservanza, i soggetti che partecipano all'accordo possono sciogliersi in ogni momento dallo stesso, manifestando il proprio dissenso, sicché la convenzione è rilevante solo fintantoché tali soggetti la ritengono idonea al raggiungimento del fine. Inoltre, a fronte della sua inosservanza, non può essere invocata tutela in sede giurisdizionale.

### La convenzione nell'ordinamento internazionale
La convenzione, detta anche trattato, è una delle fonti del diritto internazionale e consiste nell'accordo con il quale due o più stati o altri soggetti del diritto internazionale costituiscono, modificano o estinguono tra loro rapporti giuridici di diritto internazionale.
Si distinguono le convenzioni speciali, intercorrenti tra due soggetti di diritto internazionale, da quelle generali, intercorrenti tra più di due soggetti. Queste ultime possono essere aperte, se possono successivamente aderirvi altri soggetti (come nel caso delle più note convenzioni di codificazione fino ad oggi adottate), o chiuse, se invece questa possibilità non è prevista.
Nella prassi si usano varie denominazioni per tale atto, quali: trattato, accordo, patto o convenzione, le ultime due di solito adottate per trattati di particolare rilevanza; viene usato anche il termine protocollo, di solito per indicare il trattato con il quale si stabiliscono norme integrative rispetto a quelle contenute in un altro, si disciplina l'attuazione di un altro trattato in attesa della sua entrata in vigore (protocollo di firma) o viene regolata una questione specifica. Il termine "convenzione" è adoperato maggiormente per i trattati multilaterali volti alla codificazione di determinate materie di fondamentale importanza o che comunque possano interessare un gran numero di paesi, al fine della cooperazione tra i paesi medesimi in questi settori del diritto internazionale (tra le più conosciute ed importanti si possono ricordare le varie convenzioni siglate a Vienna).
Il procedimento per la conclusione delle convenzioni internazionali si articola nelle seguenti fasi:
1. negoziazione, nel corso della quale le parti (dette nel linguaggio diplomatico alte parti contraenti) attraverso appositi organi (delegazioni) cercano di raggiungere un consenso sul testo della convenzione; nel caso di convenzioni plurilaterali la negoziazione avviene di solito nell'ambito di una conferenza internazionale;
2. firma del testo, sul quale è stato raggiunto il consenso, da parte del plenipotenziari delle alte parti contraenti; il testo è inoltre siglato, a soli fini di autenticazione, con l'apposizione delle iniziali a piè di ogni pagina, da tutti coloro che hanno preso parte alla negoziazione. La firma segna la conclusione della convenzione e obbliga le parti ad agire in buona fede nel rispetto della medesima;
3. ratifica del testo, firmato dai plenipotenziari, da parte dell'organo competente delle alte parti contraenti (per gli stati è, di solito, il capo dello stato o il ministro degli affari esteri), che impegna le stesse a rispettare la convenzione sul piano internazionale;
4. scambio delle ratifiche o deposito delle stesse presso il soggetto indicato nella convenzione, che determina l'entrata in vigore di quest'ultima per ciascuna delle parti contraenti.

Le convenzioni producono effetti giuridici solo tra le parti contraenti, quali soggetti dell'ordinamento internazionale, non, invece, nell'ordinamento interno delle medesime e, quindi, nei confronti dei cittadini degli stati; perché possono possano produrre effetti all'interno degli ordinamenti statali è necessario che i medesimi ne recepiscano le norme con una propria fonte del diritto (di solito una legge).
Talvolta le parti non vogliono o non possono ricorrere a un trattato internazionale, sicché concludono un accordo che non crea obblighi giuridici ma solo impegni politici, il cui rispetto è rimesso alla volontà delle parti stesse. Si tratta di un atto di soft law, sebbene le sue norme possano essere successivamente recepite in un trattato.